# Giovi (Arezzo)
Giovi è una frazione del comune di Arezzo, 241 m sul livello del mare, arroccata sulla riva sinistra del fiume Arno sopra lo strapiombo dominante la confluenza del torrente Chiassa. Al limite della piana di Arezzo, dista 6,16 km in direzione nord dalla città. Allocato nei pressi dell'intersezione fra la S.R. 71 (ex S.S. Umbro Casentinese) e la S.P. della Libbia che, ad est, attraverso i valichi della Scheggia e di Anghiari raggiunge la Valtiberina e, ad ovest innesta, in località Quarata, sulla S.P. Setteponti che dirige verso il Valdarno e Firenze. 
Nel 2008 la sua popolazione era di 737 abitanti, e la sua parrocchia, comprendente Borgo a Giovi, Ponte alla Chiassa, Petrognano e frazioni minori, aveva una consistenza di 1 750 abitanti residenti.

## Toponimo
In passato le origini del nome venivano ricondotte alla posizione geografica del luogo in relazione ai vicini valichi montani, detti “gioghi”. Studi più recenti lo inquadrano, più verosimilmente, ad origini di epoca romana. È, infatti, certa la presenza di un tempio dedicato a Giove. Cicerone in un noto passo del De Divinatione (I 35) evidenzia come il console Flaminio, accampato con le proprie legioni, probabilmente, sulle rive della Chiassa (dal latino classis: legione, esercito di terra), volendo propiziarsi gli Dei prima di muovere all'inseguimento di Annibale, cascò, inspiegabilmente, da cavallo, proprio davanti alla statua di Giove statore (difensore), evento interpretato come infausto presagio della disastrosa disfatta del Trasimeno, nella quale lo stesso console trovò ingloriosa morte.

## Storia
In località vicine, lungo il corso del fiume, sono stati rinvenuti reperti che dimostrano la presenza dell'uomo preistorico, ma la storia di Giovi quale insediamento abitativo deve essere assimilata a quella della città di Arezzo e quindi riconducibile all'arrivo degli etruschi nel VII-VI secolo a.C. La città, fortificata con possenti mura nel V secolo a.C., divenne un caposaldo dell'avanzata etrusca verso Nord e la costruzione della strada che sfiorando il Falterona giungeva fino a Bologna assunse rilevante importanza per il collegamento fra Tuscia e Val Padana. Attraversando gli appennini, gli etruschi aretini si collegarono anche a città adriatiche come Cervia e Ravenna, importanti per l'approvvigionamento del sale e dei commerci via mare. In questo contesto Giovi si trovò in un crocevia viario di notevole interesse e deve aver assunto un ruolo maggiore con l'assoggettamento della città di Arezzo a Roma (III secolo a.C.), infatti, con la costruzione del tempio dedicato a Giove e la dislocazione di ben due o tre legioni (da 10.000 a 20.000 soldati), uno stabile insediamento militare, i romani attribuirono al luogo un peso strategico di primaria importanza.
Il V e VI secolo segnarono la fine dell'Impero Romano e con il susseguirsi delle invasioni barbariche il torrente Chiassa rappresentò per circa un secolo (568/650) l'ultima barriera di confine fra la civiltà romana e quella degli invasori, per questo l'area fu definita “Terra Barbaritana”. Con molta probabilità furono i Bizantini ad attribuirle tale denominazione in disprezzo alle popolazioni “barbare” che vi si erano insediate.
In epoca medioevale, intorno a una torre detta guardinga, dominante la foce dell'Arno, facente parte della corolla di opere difensive erette a salvaguardia della città di Arezzo, nacque il castello di Giovi. Della sua storia come castello fortificato compaiono solo sporadiche notizie legate alla storia della città. Si sa con certezza che fu facilmente espugnato nelle varie rivolte degli aretini contro Firenze (la più nota è quella del 1502 condotta da Vitellozzo Vitelli), ma puntualmente riconquistato dai fiorentini.

## Economia
Osservando le sue vestigia si può comprendere come Giovi, nel passato, abbia sempre avuto una fiorente economia differenziata, vuoi per la fertile campagna e le colline circostanti, vuoi per il terreno argilloso di alcune aree e l'abbondanza della risorsa idrica. 
In seguito al ritrovamento dei resti di antiche fornaci si può ritenere che, in epoca romana, oltre alle produzioni agricole, in aree argillose, l'economia del luogo fosse parzialmente dedita alla produzione di laterizi, nonché delle pregiate ceramiche e dei ricercati vasi aretini a vernice rossa-corallina, menzionati da insigni scrittori quali Plinio, Marziale, Orazio e Virgilio.
In epoca medioevale, decaduta l'era del vaso aretino, anche a causa dall'introduzione del vetro, il territorio aretino fu caratterizzato da una predominante economia agricola e, conseguentemente, sulle rive dell'Arno e della Chiassa, sorsero i mulini ad acqua per la trasformazione delle granaglie e una gualchiera per la lavorazione della lana (gualcatura) per la produzione del panno (feltro). Buona parte di questi mulini hanno funzionato per secoli, giungendone alcuni fino ai giorni nostri.
Con l'arrivo della ferrovia (1888), Giovi espande i suoi orizzonti, l'antico mulino Guadagni sull'Arno, la Gualchiera Guadagni ed il mulino de La Buca, dei Lambardi, sulla Chiassa, furono, su iniziativa dei fratelli Boschi, trasformati in cartiera nel 1906. 
Le canalizzazioni e le condotte forzate nate per la trasformazione della risorsa idrica in forza motrice, furono convertite in centrali idroelettriche per l'approvvigionamento di energia per i motori dei macchinari. È, soprattutto, grazie alla cartiera che Giovi conosce l'era industriale con mezzo secolo di anticipo rispetto agli altri paesi dell'aretino.
Il primo novecento vedrà sorgere nella zona altre due importanti attività di tipo industriale che daranno nuovo impulso all'economia locale. Nel 1926 nasce in località Le Cave la fornace Carnesciali che, creata con tecniche moderne che utilizzano lignite e carbone, ottenendo maggiore produzione e miglior qualità, andrà nel tempo a soppiantare quella più antica ed arcaica dei Conti Mancini. La fornace Carnesciali conobbe un periodo di forte espansione fino ad impiegare in alcuni periodi dell'anno più di trenta operai ma, purtroppo, per svariate ragioni, venne chiusa nel 1975. Risale, invece, agli anni 30 la costruzione di un grande oleificio con annessa distilleria per l'estrazione dell'olio dalla sansa di oliva. Allo stabilimento giungeva materia prima da tutta la Toscana e dall'Umbria. Nei periodi di campagna olearia poteva impiegare anche più di quindici operai che si riducevano a tre o quattro unità, in pianta stabile, nel resto dell'anno. Anche l'oleificio, progressivamente inglobato nel paese e divenuto ormai obsoleto, verso la metà degli anni settanta, cesserà definitivamente la sua attività.
Nel periodo di massima industrializzazione il paese e l'intera area circostante conobbero un periodo di invidiabile ricchezza e prestigio, tuttavia l'economia agricola, caratterizzata dalla conduzione familiare del podere con contratto di mezzadria, manteneva un importante ruolo, perciò la popolazione valida era caratterizzata dalla presenza di tre categorie di lavoratori: operai, contadini e operai-contadini, vale a dire operai che, alternando il lavoro turnato in cartiera o quello stagionale della fornace e dell'oleificio, si dedicavano anche al lavoro sui campi, supportando il reddito familiare con il loro stipendio. La cartiera coinvolse anche le donne che erano usualmente impiegate per la selezione della carta straccia, creando una nuova categoria, le operaie e, con essa, un primo approccio di emancipazione femminile.
Per secoli, un altro fattore non secondario aveva caratterizzato l'economia locale; passaggio obbligato per chi doveva recarsi nei luoghi di pellegrinaggio (S.Maria del Sasso, La Verna, Camaldoli, Vallombrosa) o, comunque, verso Nord in Casentino oppure ad Est in Valtiberina, Giovi non poté esimersi dall'essere individuato come punto di ristoro e di ospitalità. Sulla via casentinese erano, infatti, presenti un “hospitale” a Borgo a Giovi ed uno a Ponte alla Chiassa, mentre a Giovi, si ha conoscenza dell'esistenza, nel centro storico, di un albergo-locanda e non meno di tre trattorie che, in un certo periodo, hanno funzionato anche contemporaneamente.
Tutte erano rinomate per la cucina tradizionale locale e del pesce di acqua dolce.
Oltre ad essere luoghi di ristoro e di riposo per viandanti e pellegrini erano anche ambita meta di aretini e turisti. Lo stesso Giovanni Pascoli, nel 1903, scrivendo alla sorella Maria le racconta di essere andato in compagnia di alcuni professori e di aver gustato, a poco prezzo, del buon pesce, “all'ingresso del Casentino, dove l'Arno torce il muso”, con chiaro riferimento al XIV canto della Divina Commedia in cui Dante, in disprezzo agli aretini, cita:
Il che fa presumere che anche il sommo Dante sia transitato, pellegrino, in questo luogo, nel suo esule vagare da, o verso, il castello di Romena, dove trovò rifugio presso i conti Guidi. Quello che, però, Dante non sapeva è che l'affossamento e la svolta del fiume avvenne in ere geologiche precedenti alla presenza dell'uomo e, quindi, prima che gli aretini ed i fiorentini fossero presenti.	
Disquisendo sulle trattorie, secondo fonti scritte della prima metà del novecento e notizie tramandate oralmente, le più note erano quella del “Cillo”, rinomata per il pesce fritto e l'Antica Trattoria “Al Principe”, ambita per l'anguilla ed il pesce in umido. Questa, ancor oggi presente, è l'ultima testimonianza storica di un antico splendore e della rinomata tradizione culinaria giovese.
Scomparsi i mulini, la cartiera, la fornace e l'oleificio, in un mondo in cui l'agricoltura è, per lo più, in piena decadenza, gli insediamenti produttivi dell'attuale economia locale sono rappresentati solo da alcune fabbriche orafe, per lo più artigianali, sopravvissute all'attuale crisi economica e due stabilimenti per la produzione di manufatti in cemento.

## Centro storico
Il centro storico, se pur di modesta dimensione, è il nucleo abitativo primitivo in cui sorsero, prima, la torre di guardia e successivamente, il castello e le restanti case del paese che si affacciano l'unica piazza dalla caratteristica forma a squadra. La strada di accesso è caratterizzata da una strettoia delimitata da Villa Peruzzi (nobile famiglia fiorentina). L'edificio, databile intorno al 1600/1700, fu, probabilmente, costruito sui resti della più antica dimora della nobile famiglia dei Camaiani (estinta nel 1600 con Faustina, andata in moglie al capitano Benedetto Guelfi da Sansepolcro). Ultima testimonianza della loro presenza è lo stemma marmoreo inserito sul muro di cinta dell'edificio, oggi invisibile perché completamente nascosto dall'edera e dal glicine.
Sulla piazza sorge l'antica trattoria “Al Principe”, caratteristico edificio addossato alle mura castellane. Il fabbricato originario presenta interventi di ampliamento succedutisi in epoche successive e recenti.
Davanti al ristorante i resti dell'antica fontana pubblica che, nel passato, provenendo a getto continuo da una sorgente naturale, approvvigionava l'intero paese. 	
A nord-ovest, nell'angolo centrale della piazza, svetta la torre campanaria della chiesa parrocchiale, dedicata a Santa Maria Assunta, ricostruita sulle rovine dell'antico fortilizio, del quale rimangono alcuni tratti delle antiche mura e la porta di accesso, denominata Portaccia.
Le mura merlate che la sovrastano sono una ricostruzione abbastanza fedele del castello. La torre campanaria, risalente al 1906, fu decapitata da un colpo di cannone durante il passaggio del fronte nell'ultimo conflitto mondiale, perché considerata un valido punto di avvistamento e ricostruita subito dopo dai giovesi quale simbolo della nuova rinascita.
La piazza è sorta all'esterno del fortilizio contornata da case ed edifici privati, i più datati, d'indubbia origine medioevale, sono facilmente individuabili per le caratteristiche scale esterne, i balconi coperti e le mura in pietra a vista. 
Sui muri delle abitazioni interne al castello, costruite a ridosso dei bastioni, si possono ancora notare le feritoie per le bocche da fuoco.
A sud, nella parte più estrema, la piazza termina con una terrazza che si affaccia sul letto affossato del torrente Chiassa alla sua confluenza in Arno. Questo punto di osservazione ha uno sfondo alquanto suggestivo, si può ammirare l'inizio della famosa ansa dell'Arno, sovrastata dalla “Mirabella”, il parco di Villa Mancini, citato da Gabriele D'Annunzio nel suo libro diario “Solus ad Solam”. 	
Sotto, ai piedi della scarpata, i tetti dell'antica gualchiera, del mulino Guadagni e della cartiera Boschi, costretti fra le pareti rocciose della rupe, il torrente ed il fiume. In un'incisione di Fabio Berardi tratta da una tavola del 1766 di Ferdinando Morozzi, ingegnere idraulico che studiò il bacino dell'Arno, si può notare, una possente torre di avvistamento, attualmente inglobata in Casa Boschi (originariamente Casa Guadagni, nobile famiglia aretina presente in Giovi già nel 1300). Probabilmente, quella torre “guardinga” originaria del castello medioevale.

## La passerella
La passerella pedonale di Giovi consente l'attraversamento in un tratto di fiume in cui non sono presenti altri attraversamenti. Realizzata nel 1988 sullo stesso sito dell'antica passerella devastata dall'alluvione del 1966, l'attuale struttura in legno è sostenuta dagli stessi piloni in muratura che hanno resistito all'alluvione. L'antico attraversamento era sostenuto da 4 canapi di acciaio in tensione, di cui due fungevano da corrimano e determinavano, al passaggio, l'ondeggiare dal piano di calpestio. Non è certa la sua datazione, ma potrebbe essere riconducibile alla costruzione della ferrovia Arezzo-Stia (1888), per collegare la frazione di Castelluccio e le popolazioni di oltr'Arno, in comune di Capolona, alla stazione di Giovi. Vero è che per tutto il '900, ma soprattutto nel periodo del boom economico e dell'industrializzazione (dagli anni 50 a tutti gli anni 60), è stata quotidianamente attraversata dagli operai indigeni per raggiungere i luoghi di lavoro. Per comprendere l'importanza che essa ha sempre avuto per le popolazioni locali basti pensare che l'ordinaria e straordinaria manutenzione veniva fatta, su base volontaria, dai giovesi con il contributo degli abitanti di Castelluccio e dintorni. La passerella di Giovi, oltre alla sua utilità pratica consente di godere del suggestivo panorama del fiume sovrastato dall'abitato antico di Giovi e permette di raggiungere l'antica Pieve di Sietina.

## Ponte alla Chiassa
Frazione sulla ex S.S. “Umbro Casentinese” e la S.P. Libbia, in passato distava poche decine di metri da Giovi; oggi, in un ambiente completamente urbanizzato le due frazioni sono divise solo dalla ferrovia della linea Arezzo - Pratovecchio Stia.
Il nucleo abitativo originario è sorto, in epoca medioevale, sulle sponde contrapposte del torrente Chiassa in corrispondenza di un antico ponte romanico, a schiena d'asino, distrutto durante l'ultimo conflitto mondiale, di cui rimane il pilone centrale in mezzo al letto del fiume, che ha resistito, imperterrito, alle cariche esplosive e alle molteplici alluvioni. La locale polisportiva ne ha tratto spunto per organizzare l'annuale “Festa al Vecchio Ponte” che si svolge l'ultima domenica di agosto e la prima di settembre. L'antico ponte era controllato al suo ingresso, sulla sponda sinistra, da una torre di guardia, anch'essa di epoca medioevale. L'“hospitale” di Ponte alla Chiassa, pare, essere allocato sulla sponda destra, al servizio di pellegrini e viandanti e, all'occorrenza, degli ammalati.
Nelle immediate vicinanze di Ponte alla Chiassa, solo a poche centinaia di metri verso Arezzo, si trova Villa Nardi, oggi, Redi al Piscinale, elegante edificio gentilizio del 1600. Quasi sicuramente sorto sui resti di quello che doveva essere il castello medioevale di Piscinale acquistato nel 1617 dalla famiglia Nardi che lo strutturò propria residenza oltre cortina, come era d'uso all'epoca. Nella zona di Giovi, Ponte alla Chiassa e Petrognano sono, infatti, presenti numerose Ville ed abitazioni padronali, tutte databili intorno al 1600/1700, di cui alcune di rilevante importanza quali, Villa Peruzzi, Villa Guadagni, Villa Lambardi, Villa Occhini, Villa Mancini e Villa Caporali.	

## Borgo a Giovi
Piccolo borgo medioevale (frazione minore di Giovi), ubicato sulla ex S.S. 71 “Umbro Casentinese” poche decine di metri a monte di ponte alla Chiassa verso nord. Di fronte alle case popolane del borgo medioevale, sul lato contrapposto della via, sorge Villa Guadagni. L'edificio, databile intorno al 1600/1700, probabilmente, fu riedificato in luogo di un antico palazzo medioevale, come certi tratti di muro lascerebbero pensare. Sempre sullo stesso lato si erge l'antico “hospitale” di Borgo a Giovi, contrassegnato, all'esterno, da una maestà a finestra e, poco più avanti, la casa padronale dei Camaiani.
La denominazione del luogo, ha determinato più volte l'insorgenza di grossolani errori in seguito alla sostituzione del nome originario del paese con quello di Borgo a Giovi.